# Cœuilly
Cœuilly est un des dix quartiers de la commune de Champigny-sur-Marne dans le Val-de-Marne, le quartier est frontalier avec la commune de Villiers-sur-Marne et du Plessis-Trévise. 

## Histoire
Il s'agit historiquement de l'un des deux premiers hameaux de peuplement de Champigny situé autour du château de Cœuilly, à 105 m d'altitude, à proximité du parc de Cœuilly.    
 (janvier 2019).
Si vous disposez d'ouvrages ou d'articles de référence ou si vous connaissez des sites web de qualité traitant du thème abordé ici, merci de compléter l'article en donnant les références utiles à sa vérifiabilité et en les liant à la section « Notes et références ».
Au XIIIe siècle, un château féodal existait à Cœuilly. Robert de Cœuilly fit don d'une forêt à l'Abbaye de Saint-Maur, afin que soient célébrées « des offices pour le repos de son âme »[réf. souhaitée]. Cela a donné le nom au quartier Bois-l'Abbé de Champigny.
Un document aux archives nationales daté du 10 juillet 1530, mentionne un acte de foi et hommage de Guérin-Sanguin alors seigneur de Cœuilly.
Ce hameau a probablement donné son nom à la famille de Cueilly, dont est issu le curé parisien ligueur Jacques de Cueilly (1554-1597).
Par la suite le château féodal fut remanié et reconstruit en partie sous Louis XIII.
Au XVIIe siècle la terre de Cœuilly appartenait pour moitié à Madame Charlotte de Vernon de la Rivière, Marquise de Crussol d'Uzès et à Gabriel de Bussy. D'un domaine morcelé en cinq fiefs, ils avaient réussi par de judicieux achats, un regroupement partiel des terres. Mais ce fut Blondel attaché à la Maison Royale de France qui fit l'unité totale du domaine. Quelques années plus tard, Blondel cédait la Seigneurie à Gilles de Laage « maréchal des camps des armées du Roy, chef d'escadre ».    
Vers le milieu du XVIIIe siècle, le domaine de Cœuilly devient la propriété de Louis Jacques Charles Hocquart, trésorier général de l'Artillerie et du Génie, frère de Jean Hyacinthe Hocquart, seigneur de Montfermeil et fermier général ; frère aussi de Gilles Hocquart, intendant de la Nouvelle France (actuel Canada), celui encore de Toussaint Hocquart, chef d'escadre des armées navales.
Marié en 1737 avec Marie Suzanne Eléonore Bergeret, Louis Jacques Charles Hocquart paraît avoir fait reconstruire le château de Coeuilly vers le milieu du XVIIIe siècle.
Mort en 1783, il laisse Coeuilly à l'un de ses enfants, Louis Hyacinthe Hocquart, procureur général à la Cour des Aides de Paris, que Louis XVI nomma en 1789 Président de la même cour. 
Ce magistrat honnête homme, aimé des villageois (d'après les archives nationales), fut guillotiné le 20 avril 1794 sous le prétexte d'une lettre anodine, dans la même charrette que Lefèvre d'Ormesson son voisin.
Saisi à la Révolution, le domaine de Cœuilly est finalement rendu à la veuve Hocquart.    
On raconte que Napoléon rentrant de son expédition d’Égypte, ramena plusieurs cèdres et qu'il en offrit un à Madame Hocquart la châtelaine de Cœuilly.[pertinence contestée]
Cette dernière, née Agathe Thérèse Clouet, sans enfant, vend le domaine en 1823.   
Le domaine devient ensuite la propriété d'Esprit-Charles de Bully payeur du Trésor Royal, médaillé du Lys.   
En 1870 le château de Cœuilly appartenait à la baronne de Bully, dont les fils Léon et Victor s'étaient engagés comme volontaires dans la Garde Nationale. Le devoir patriotique fut pour ces jeunes gens bien cruel puisqu'il devaient faire pointer les canons sur leur château, d'où l’État-major prussien dirigea pendant quelque temps la bataille de Champigny. Au cours de cette bataille, le 30 novembre 1870, le lieutenant-colonel Adrien Prévault du 42e de ligne fut tué lors des combats particulièrement violents sur le plateau de Cœuilly.
Au début du XXe siècle le "château neuf" fut divisé en 3 lots et vendus à 3 familles. Le parc du château de plus de 100 hectares fut loti à partir de 1912.
En ruine dans les années 1970, aujourd’hui le château de Cœuilly grâce aux sacrifices consentis par les nouveaux propriétaires[passage promotionnel] est en partie restauré. Témoin d'une architecture et de l'histoire, il est un joyau de l'architecture classique rare dans l'Est parisien, il participe à la mixité architecturale urbaine[non neutre].

## Le parc de Cœuilly
En 1894, le baron de Bully, la baronne de Jessé-Levas, la comtesse de Vesvrotte et Valentine de Pardieu confient à Claude Rebéle, agent immobilier, le soin de vendre une partie du parc de Cœuilly, soit environ 10 hectares qui permettra la création du lotissement du « Chacun chez soi ».

## Le château de Cœuilly

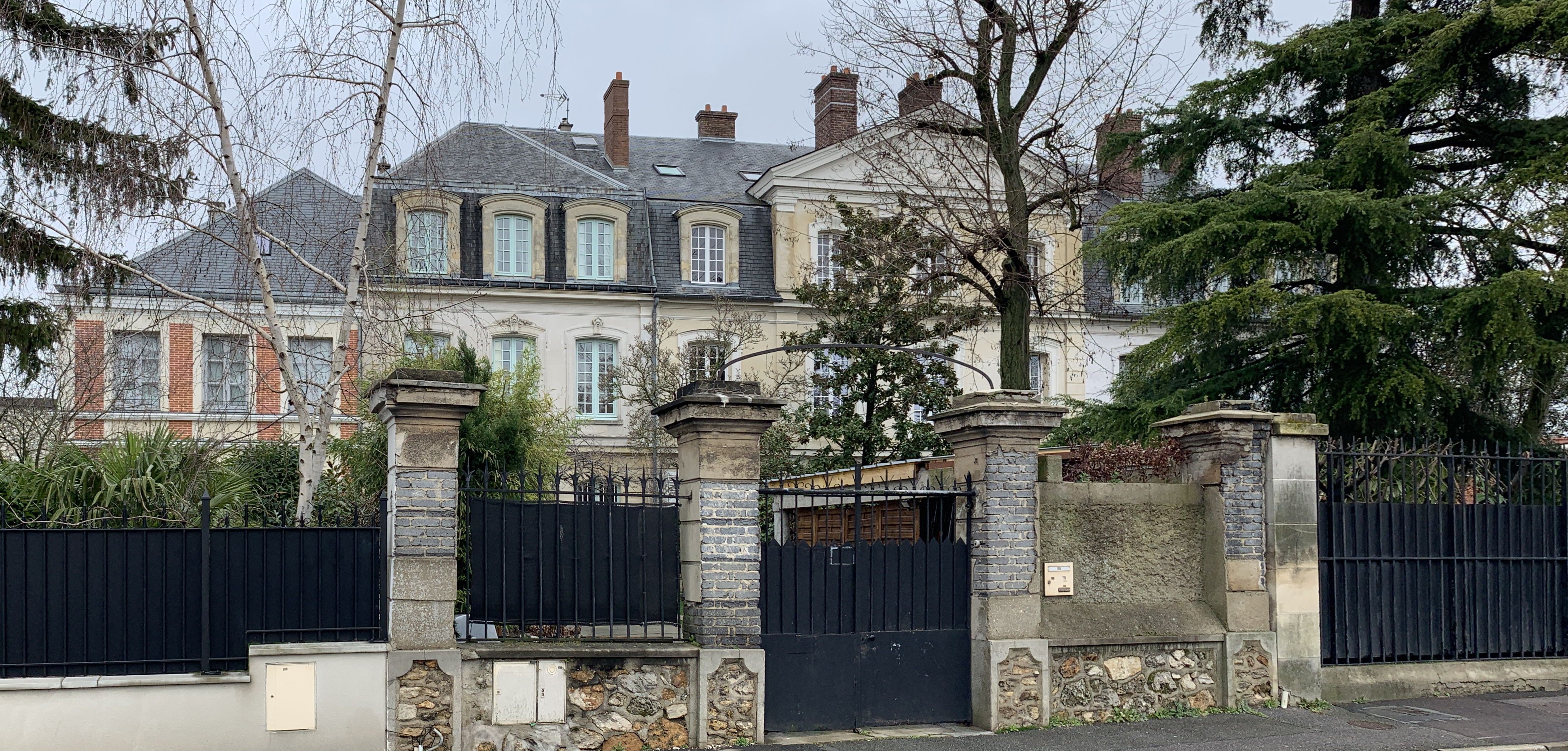
Le château.

Reconstruit vers le milieu du XVIIIe siècle le château de Cœuilly est qualifié d'après l'aveu de 1785 de "bien bâti et bien distribué", c'est en effet une demeure solide dont le corps principal a été ajouté à une aile de l'ancien château. La nouvelle construction est appelée "château neuf". Un vaste toit troué de fenêtres mansardées coiffe un bâtiment aux lignes massives. Dans le corps central des pilastres peu saillants jaillissent du sol vers le fronton dont le tympan sculpté supporte les armoiries des Hocquart.
L'étage noble comme on appelait autrefois le premier étage, aligne onze fenêtres à demi-cintre surmonté d'une clef de voûte décorée de faunes grimaçants.
La disposition intérieure du château a été étudiée avec le souci constant de la commodité et de l'équilibre. Une longue galerie distribue des pièces jusqu'à l'escalier d'honneur situé dans l'extrémité gauche de l'édifice. Les salles sont vastes avec plafonds décorés de stuc, et de larges cheminées aux taques armoriées.
A l'époque médiévale une chapelle existait, elle était dédié à Saint Claude. Elle fut agrandie au XVIIe siècle par les de Lionne, alors propriétaires du Château. Une rue de Cœuilly porte le nom de ce seigneur de Cœuilly.[pas clair]
Une galerie basse couverte en tuile communique du château avec la chapelle. En 1744, des habitants de Cœuilly adressèrent une requête à l'archevêché. Aucun chapelain ne desservait alors cette modeste église et les chemins vers Champigny, impraticables l'hiver, ne permettaient pas aux villageois de se rendre aux offices. "Plusieurs habitants sont morts sans sacrements" précise la requête.